# José Ángel Rosabal Fajardo
José Ángel Rosabal Fajardo, nació en Manzanillo, Cuba, en agosto de 1935. Trabaja la pintura, el dibujo, el grabado e incluso el diseño de mesas. Formó parte del grupo Diez Pintores Concretos.

## Exposiciones individuales
Ha realizado numerosas exposiciones de sus obras. La primera fue en 1959 con el nombre de "Exposición Rosabal". Galería del Prado, La Habana, Cuba. En 1972 expuso sus obras en la Galería Oller, Nueva York, EE. UU.

## Exposición colectiva
Formó parte del grupo seleccionado para participar en la Segunda Bienal Interamericana de México. Palacio de Bellas Artes, Museo Nacional de Arte Moderno, D.F., México, 1960. También participó en el Tercer Concurso Latinoamericano de Grabado celebrado en la Galería Latinoamericana, Casa de las Américas, La Habana, Cuba, en 1964. Un año más tarde participó en la Segunda Bienal Americana de Grabado. Museo de Arte Contemporáneo, Universidad de Chile, Santiago de Chile, Chile.

## Premios
Obtuvo una mención en el Tercer Concurso Latinoamericano de Grabado, Galería Latinoamericana, Casa de las Américas, La Habana, Cuba en 1964, y otros premios y honores en la misma institución.

## Colecciones
Sus obras se encuentran, entre otros, en la Casa de las Américas (La Habana), el Pérez Art Museum Miami, Florida, y en el Taller Experimental de Gráfica (TEG), en La Habana, Cuba.